# Koninklijke Vereniging van Marineofficieren
De Koninklijke Vereniging van Marineofficieren (KVMO) is de belangenvereniging voor alle marineofficieren binnen de Nederlandse krijgsmacht. Een groot deel van de officieren, ex-officieren en oud-officieren van de marine, is lid van deze vereniging en heeft zich verenigd rond drie doelstellingen: Bijdragen aan een op haar taak berekende zeemacht; Het zichtbaar houden van het maritieme vak en leven voor de Nederlandse maatschappij en Collectieve en individuele belangenbehartiging van haar leden. Het is een van de oudste beroepsverenigingen van Nederland. 

## Geschiedenis
De KVMO werd op 10 maart 1883 opgericht als Vereeniging ter behandeling van onderwerpen de zeemacht betreffende. Aanleiding was het zinken van rammonitor Zr. Ms. Adder in 1882 voor de kust van Scheveningen door slecht onderhoud en gebrekkige opleidingen. Naar aanleiding van een kritisch artikel van kapitein-ter-zee J.W. Binkes kwamen op 10 april 1883 op de eerste algemene vergadering 189 marineofficieren bijeen in de Marineclub te Den Helder om gezamenlijk iets te ondernemen tegen de ernstige toestand waarin de Nederlandse marine verkeerde. 
In 1890 werd deze vereniging omgedoopt tot Marine-Vereeniging. Tot 12 mei 1942, op dat moment onder leiding van kapitein-ter-zee Doorman, de broer van schout-bij-nacht Karel Doorman, bleef zij actief waarna de Tweede Wereldoorlog haar dwong de activiteiten te stoppen. Op 3 juni 1947 werd ze heropgericht als Vereniging van Marineofficieren (VMO). Bij het 100-jarig bestaan verkreeg ze het predicaat Koninklijk en werd de naam gewijzigd in Koninklijke Vereniging van Marineofficieren.  De KVMO had in 2008, bij haar 125-jarig bestaan, 4.800 leden. 
Tot zijn overlijden op 1 december 2004 was  Z.K.H. prins Bernhard  beschermheer van de vereniging.

## Bijzondere gebeurtenissen
In 1967 brachten de leden van de VMO samen met de leden van de Vereniging Belangenbeharting Zeemacht (VBZ) voldoende fondsen bij elkaar om een reddingsboot te laten kopen door de KNRM. Deze kreeg de naam Javazee ter herinnering aan de 925 collega's die een zeemansgraf vonden bij de Slag in de Javazee. In 2008 kreeg deze reddingsboot, die inmiddels uit dienst was gesteld, de status van oorlogsmonument. De reddingsboot Javazee bevindt zich nu bij het Nationaal Reddingmuseum Dorus Rijkers in Den Helder. Hij wordt onder andere gebruikt om as te verstrooien van overleden marinemensen.
Op 24 oktober 1975 hielden de leden van de VMO en de VBZ een bijzondere ledenvergadering in de RAI in Amsterdam. Ruim zevenduizend leden, ruim een derde van het marinepersoneel in die periode, melden zich op die dag uit protest tegen de aanstaande bezuinigingen van het kabinet Den Uyl. De bijeenkomst was uniek omdat het marinepersoneel zich nog nooit zo openlijk tegen de regering had gekeerd. Toenmalig minister Vredeling zette de Bevelhebber der Zeestrijdkrachten zelfs onder druk om dit onverwachte en ongewenste protest af te lasten. De beide belangenverenigingen kregen echter veel bijval in de publieke media en van de bevolking. Dat alles leidde tot nog meer vastberadenheid en de minister moest in de Tweede kamer beloven geen druk meer uit te oefenen. Het protest markeerde een verandering in de houding van de VMO, die zich vanaf dat moment actiever met de politiek is gaan bemoeien.

## Marineblad
Vanaf 1886 geeft de KVMO het Marineblad uit, waarin de leden kennis en ervaring uitwisselen en de marine kritisch volgen. Het wordt nu acht à negen keer per jaar uitgegeven. Het archief van de KVMO en alle Marinebladen zijn ondergebracht bij het Nederlands Instituut voor Militaire Historie (NIMH) op de Alexanderkazerne te Den Haag. In 2013 zijn de edities tot 1940 gedigitaliseerd door de Koninklijke Bibliotheek.
Het Marineblad wordt gebruikt door de Marineofficieren om kennis en historie met elkaar te delen. Er worden echter ook nieuwe ideeën over maritiem oorlogvoering, techniek en strategie bediscussieerd. Tevens worden indien leden dit nodig vinden kritische artikelen over regerings- of marinebeleid gepubliceerd. De inzichten en stellingen van de schrijvers leiden daarbij met enige regelmaat tot kritische vragen in de Tweede Kamer. In de Handelingen van de Tweede Kamer wordt daarom verwezen naar het Marineblad

## Samenwerking
In 2004 richtte de Koninklijke Vereniging van Marineofficieren samen met de Koninklijke Vereniging van Nederlandse Reserveofficieren (KVNRO) de Federatie van Nederlandse officieren (FVNO) op, waaruit later de Federatie voor Nederlandse Officieren & Middelbaar en Hoger Burgerpersoneel bij Defensie (FVNO|MHB)) ontstond. Die vereniging telde in 2007 ongeveer 7500 leden. Na toetreding van de Nederlandse Officieren Vereniging (NOV) tot de FVNO|MHB zijn alle verenigingen voor actief dienende officieren verenigd onder één koepel. Naar aanleiding hiervan werd de naam van de FVNO|MHB op 21 juni 2012 gewijzigd in Gezamenlijke OfficierenVerenigingen & Middelbaar en Hoger Burgerpersoneel bij Defensie (GOV|MHB).
De KVMO is samen met de andere verenigingen van de GOV|MHB aangesloten bij de koepelorganisatie Centrale van Middelbare en Hogere Functionarissen bij Overheid, Onderwijs, Bedrijven en Instellingen (CMHF). Bij de CMHF zijn 43 beroeps- en belangenverenigingen van hoger opgeleide professionals aangesloten. De verenigingen zijn binnen de CMHF ondergebracht in acht sectoren

## Leerstoel KVMO
In 2008 heeft de KVMO de bevoegdheid gekregen om een bijzonder hoogleraar Militair-Maatschappelijke Studies te benoemen aan het Instituut Politieke Wetenschap van de Universiteit Leiden. De KVMO vond het, in een tijd waarin de belangstelling voor de krijgsmacht en de waardering voor de inzet van militairen weer toenam, belangrijk om onafhankelijk wetenschappelijk onderzoek op dit terrein te stimuleren. 
Wat betekenen de veranderende sociaal-maatschappelijke verhoudingen voor het beroep van de militair en voor het draagvlak voor en de inbedding van de krijgsmacht in de samenleving? Dit is de leeropdracht die de KVMO en het Instituut Politieke Wetenschap gezamenlijk hebben geformuleerd. Deze bevoegdheid werd in 2012 verlengd. In september 2015 heeft het Instituutbestuur van de Universiteit Leiden besloten deze KVMO-leerstoel opnieuw met vijf jaar te verlengen. 
De eerste hoogleraar die de leerstoel heeft bekleed was prof. J. (Jan) van der Meulen. Op 1 december 2016 heeft prof. dr. T.B.F.M. (Theo) Brinkel deze leerstoel overgenomen.